# 梅本正倫
梅本 正倫（うめもと まさとも、1901年（明治34年）10月 - 1951年（昭和26年））は、満州の会社役員。撫順セメント取締役。南満州鉄道参事。お笑いタレントの渡部建は孫。

## 人物
奈良県吉野郡下市町出身。梅本馨とヒデの息子。旧制奈良県立畝傍中学校、旧制第三高等学校を経て、1926年に京都帝国大学経済学部を卒業。南満州鉄道に入社する。東郷採炭所庶務係主任庶務課労務係同人事係主任、古城子採炭所副長等を経て同社参事に任じ撫順炭鉱庶務課長となる。
1943年5月、新京に移転し、満鉄調査部から改組された満鉄調査局次長に就任する。
職場近くで妻とねと出会い、結婚する。終戦2年後に日本へと帰還し、妻とねの実家のある福岡で暮らす。1951年、50歳で亡くなる。趣味は読書、ゴルフ。宗教は真宗。

## 家族・親族
梅本家
- 先妻・静（1907年 - ?）[7]
- 後妻・とね（群馬県・藤田英の長女、1914年 - ?）[2][8]
- 長男・章夫[2]（東京銀行元副頭取[4]、アメリカン・エキスプレス・インターナショナル日本支社長[4]、1934年 - ）
- 次男・彪夫[2]（TBS常務取締役[4]、1935年 - ）
- 三男・茂夫（富士紡績社長）[4]
- 長女・靖子（1937年 - ?）[1][2][3]
- 次女（長崎県人で東芝に勤務する渡部新次郎の妻、渡部建の母）[4]